# فرانك لويد (لاعب كرة قدم)
فرانك لويد (بالإنجليزية: Frank Lloyd)‏ (16 يناير 1928 في المملكة المتحدة - 8 مارس 2009) هو لاعب كرة قدم بريطاني في مركز الوسط.